# Hidden Path Entertainment
Hidden Path Entertainment ist ein US-amerikanisches Spieleentwicklungsunternehmen mit Sitz in Bellevue.

## Geschichte
Hidden Path Entertainment wurde 2006 von Jim Garbarini, Michael Austin, Mark Terrano, Dave McCoy und Jeff Pobst in Bellevue gegründet. Bekannt wurde das Studio durch das Remaster von Age of Empires II. Später wurden sie für ihre Arbeiten an Counter-Strike: Global Offensive bekannt.

## Spiele (Auswahl)
- Brass Tactics
- Witchblood
- Access Code
- Hypercade
- Defense Grid 2
- Age of Empires II: HD Edition
  - Age of Empires II HD: The Forgotten
  - Age of Empires II HD: The African Kingdoms
  - Age of Empires II HD: Rise of the Rajas
- Counter-Strike: Global Offensive
- Defense Grid: The Awakening

## Weblink
- offizielle Website